# Les Quatre Vérités (émission de télévision)
Pour les articles homonymes, voir Quatre vérités.
Les Quatre Vérités (abrégé 4V) est une séquence d'entretien d'environ 10 min, le plus souvent en direct, avec une personnalité de la vie politique et sociale, incluse dans Télématin d'Antenne 2 puis de France 2. 
Créée en 1987, elle est diffusée chaque matin vers 7 h 38 du lundi au samedi en direct.
Elle est également rediffusée par TV5 Monde, et dans une version raccourcie (Les 4V : l'essentiel) sur Franceinfo.

## Les présentateurs
- 1986-1989 : Gérard Morin
- 1989-1992 : François Ponchelet
- 1992-1997 : Gérard Leclerc
- 1997-2008 : Françoise Laborde
- 2002 - 24 juin 2016 : Roland Sicard
- 29 août 2016 - 30 juin 2022 : Caroline Roux[1]
- 2022-2024 : Thomas Sotto[2]
- Depuis Septembre 2024 : Julien Arnaud

Jokers actuels :
- Jean-Paul Chapel
- Jeff Wittenberg (présentateur les vendredis et samedis)
- Guillaume Daret
- Gilles Bornstein
- Jean-Baptiste Marteau
- Valérie Astruc
- Depuis 2020 : Thierry Curtet
- Depuis 2015 : Guillaume Daret
- Depuis 2019 : Anne Bourse
- Depuis 2021 : Cyril Graziani

Anciens jokers :
- - 2016 : Alix Bouilhaguet (4 au 8 Juillet 2016)
- - 2015 : Valéry Lerouge (nommé correspondant à Bruxelles)
- - 2010 : Michael Darmon (départ pour iTélé)
- - 2010 : Olivier Galzi (départ pour iTélé)
- - 2008 : François Beaudonnet (nommé correspondant à Bruxelles)
- François Ponchelet
- Jean-Louis Lescène
- Gérard Morin
- Anthonin André

Source : INA